# Stade d’Angondjé
Das Stade d’Angondjé ist ein Fußballstadion mit Leichtathletikanlage im Vorort Angondjé der gabunischen Hauptstadt Libreville im Nordwesten des Landes. Die Spielstätte trägt auch den Beinamen Stade de l’Amitié Sino-Gabonaise (deutsch Stadion der chinesisch-gabunischen Freundschaft) oder nur kurz Stade de l’Amitié und wurde eigens für den Afrika-Cup 2012 in Gabun und Äquatorialguinea gebaut. Das Stadion beherbergte neun Turnierspiele, darunter ein Halbfinale und das Endspiel. Beim Afrika-Cup 2017 wurden insgesamt acht Spiele, darunter abermals das Endspiel, im Stadion ausgetragen.

## Geschichte
Nach der symbolischen Grundsteinlegung auf dem 30 ha großen Baugrundstück durch den gabunischen Sportminister René Ndemezo’Obiang und dem stellvertretenden, chinesischen Handelsminister Fu Ziying startete der Bau im April 2010. Die von der Shanghai Construction errichtete Sport- und Veranstaltungsstätte bietet den Besuchern 40.000 Sitzplätze. Finanziert wurde das Bauprojekt von der chinesischen Regierung, auch der Entwurf sowie der Bau lag in chinesischer Hand. Der Gabun musste nur für die Strom- und Wasserversorgung sowie für die Verkehrsanbindung sorgen. Aufgrund von Verzögerungen musste das Projekt in 20 Monaten statt, wie geplant, in 26 Monaten errichtet werden. Nach einer Inspektion des afrikanischen Verbandes CAF im Februar 2011 gab es Überlegungen die in Gabun stattfindenden Spiele wegen des Rückstandes in ein anderes Land zu vergeben.
Optischer Blickfang des Stadions sind die beiden, jeweils 320 Meter langen, Stahlträgerbögen, die die Dachmembran über die doppelstöckigen Haupt- und die Gegentribüne spannt. Der untere Zuschauerrang im Stadion ist sehr flach angelegt, sodass das Stadion an den Hintertortribünen fast offen ist. Die Spielstätte wurde mit einer großen Videoanzeigetafel und einem Drainagesystem ausgestattet. Die Kunststoffsitze sind in den Landesfarben Gabuns gehalten. Bis zu 1.000 Bauarbeiter waren an den Arbeiten beteiligt, um rechtzeitig fertig zu werden. Das erste Spiel in der etwa 30 Mrd. XAF (über 45 Mio. Euro) teuren Arena bestritten die Nationalmannschaften von Gabun und Brasilien. Die Partie am 10. November 2011 vor 32.723 Zuschauern endete mit einem 0:2 für die Südamerikaner. Die offizielle Einweihung des Neubaus fand am 28. November 2011 durch Staatspräsident Ali-Ben Bongo Ondimba statt. Gefolgt wurde dies durch ein Spiel der U20-Mannschaften von Gabun und China (2:2).

## Spiele des Afrika-Cup 2012 in Libreville

### Gruppenspiele
- 23. Januar 2012, Gruppe C:  Gabun –  Niger 2:0 (2:0)
- 23. Januar 2012, Gruppe C:  Marokko –  Tunesien 1:2 (0:1)
- 27. Januar 2012, Gruppe C:  Niger –  Tunesien 1:2 (1:1)
- 27. Januar 2012, Gruppe C:  Gabun –  Marokko 3:2 (0:1)
- 31. Januar 2012, Gruppe C:  Niger –  Marokko 0:1 (0:0)
- 1. Februar 2012, Gruppe D:  Botswana –  Mali 1:2 (0:0)

### Viertelfinale
- 5. Februar 2012:  Gabun –  Mali 1:1 n. V. (1:1, 0:0), 4:5 i. E.

### Halbfinale
- 8. Februar 2012:  Mali –  Elfenbeinküste 0:1 (0:1)

### Finale
- 12. Februar 2012:  Sambia –  Elfenbeinküste 0:0 n. V., 8:7 i. E.